# Jagdgeschwader 136
136-та винищувальна ескадра (нім. Jagdgeschwader 136 (JG 136) — винищувальна ескадра Люфтваффе напередодні Другої світової війни. 1 листопада 1938 року її формування пішли на створення 333-ї винищувальної ескадри (JG 333).

## Історія
136-та винищувальна ескадра заснована 1 жовтня 1934 року на аеродромі Єфера, як 136-та винищувальна група прибережної оборони (Küstenjagdgruppe 136). 1 жовтня 1936 року сформований штаб 136-ї винищувальної ескадри. 1 жовтня 1937 року на базі 4./JG136 була сформована 1./LG Greifswald, а нова 4./JG136 була сформована в Єфері.

## Командування

### Командири
1-ша група (I./JG136)
- Майор Герман Едерт (нім. Hermann Edert) (1 жовтня 1936 — 29 вересня 1937)
- Оберстлейтенант Карл-Альфред Шумахер (нім. Carl-Alfred Schumacher) (29 вересня 1937 — 1 листопада 1938)

## Бойовий склад 136-ї винищувальної ескадри
- Штаб (Stab/JG136)
- 1-ша група (I./JG136)